# ミストラル 〜季節風〜
『ミストラル 〜季節風〜』（ミストラル きせつふう）は、岡村孝子の通算15枚目のシングル。1992年4月29日発売。
発売元はファンハウス（現・ソニー・ミュージックレーベルズ）。

## 解説
- 表題曲は初めて岡村がTV-CMに出演したことで話題になった第一生命「コーラス」イメージ・ソング。
- 岡村本人がラジオなどで曲目紹介をするときは、サブタイトルの「〜季節風〜」を略し「ミストラル」と呼ぶことが殆んどとなっている。
- コマーシャル撮影でフランスへ行き、同時にプロモーション・ビデオを撮影した（プロモーション・ビデオ集『mistral』に収録）。
- 慣れない撮影では、“あまりのスタッフの多さに帰りたくなった” と後日談を語っている。
- プロモーション・ビデオは「Good-Day 〜思い出に変わるならば〜」の映像と一緒にシングル・ビデオとして発売（1992年7月17日）、20周年記念ベストアルバム『DO MY BEST』の初回限定生産盤にてDVD化された。
- カップリング曲「愛を急がないで」は、7枚目のアルバム『Chou-fleur』（1991年7月17日）収録曲のシングルカット。
- こちらも第一生命のCMソング。テレビ東京系ドラマ『幸せを急がないで・派遣OL恋物語』[1]の主題歌にも使用された。
- 本作は自身2番目のヒット作であり、累計10.3万枚のセールスを記録[2]。

## 収録曲
1. ミストラル 〜季節風〜 （5:00）
  - 作詞・作曲: 岡村孝子 、編曲: 清水信之

第一生命「コーラス」イメージソング
2. 愛を急がないで （5:48）
  - 作詞・作曲: 岡村孝子 、編曲: 萩田光男

第一生命コマーシャルイメージソング
テレビ東京系ドラマ『幸せを急がないで・派遣OL恋物語』主題歌
3. ミストラル 〜季節風〜 （Original Karaoke）

## 収録作品
- ミストラル 〜季節風〜
  - HISTOIRE
  - DO MY BEST
  - TOY BOX
  - T's BEST season 1

※オリジナルアルバム未収録
- ミストラル 〜季節風〜 （Album Version）
  - mistral　（8枚目のアルバム）
- ミストラル 〜季節風〜 （Remix）
  - After Tone III
- 愛を急がないで
  - Chou-fleur　（7枚目のアルバム）
  - 夢見る頃を過ぎても
  - DO MY BEST
  - TOY BOX
- 愛を急がないで （Remix）
  - After Tone III